# William Riley Burnett
William Riley Burnett (Springfield, Ohio – 25 de novembre de 1899 – Santa Mònica, Califòrnia, 25 d’abril de 1982) va ser un escriptor i guionista estatunidenc, autor de novel·la negra.
Burnett és considerat un dels millors autors del corrent Crock-Story, gènere de la novel·la negra que va innovar per posar el focus en els delinqüents, i no pas en els detectius. Les seves obres més aclamades foren El petit Cèsar (1929) –inspirada en la història d’Al Capone—  i Alta Sierra (1940). Entre altres novel·les, també és autor d’una trilogia sobre la corrupció política, formada per The Asphalt Jungle (1949), Homes petits, gran món (1951) i Vanity Row (1952).
Sobre l’estil literari de W.R. Burnett, Xavier Coma considera que és “deixeble, simultàniament, dels clàssics francesos del segle XIX i d’Ernest Hemingway”. Per l’estudiós sobre novel·la negra nord-americana, té la capacitat de combinar “una certa tendència a la introspecció amb l’estil behavorista, però es desmarca especialment d'altres col·legues amb el seu gran alè per reflectir de manera al·legòrica la realitat col·lectiva de cada moment històric. En aquest terreny aconsegueix les màximes vibracions dramàtiques i dona un sentit èpic molt personal al testimoniatge social”
Entre 1930 i 1972 va participar en el guió d’una seixanta de pel·lícules rodades a Hollywood, entre les quals les adaptacions d’El petit Cèsar i Alta Serra.

## Novel·les
- El petit Cèsar (1929)
- Iron Man (1930)
- Saint Johnson (1930)
- The Silver Eagle (1931)
- The Giant Swing (1932)
- Dark Hazard (Harper - 1933)
- Goodbye to the Past: Scenes from the Life of William Meadows (1934)
- The Goodhues of Sinking Creek (1934)
- King Cole (1936)
- The Dark Command: A Kansas Iliad (1938)
- Alta Sierra (1941)
- The Quick Brown Fox (1943)
- Nobody Lives Forever (1943)
- Tomorrow's Another Day (1946)
- Romelle (Knopf - 1947)
- The Asphalt Jungle (1949)
- Stretch Dawson (1950).
- Little Men, Big World (952)
- Adobe Walls: A Novel of the Last Apache Rising (1953)
- Vanity Row (1952)
- Big Stan (1953) -
- Captain Lightfoot (1954)
- It's Always Four O'Clock (1956)
- Pale Moon (1956)
- Underdog (1957)
- Bitter Ground (1958)
- Mi Amigo: A Novel of the Southwest (1959)
- Conant (Popular Library - 1961)
- Round the Clock at Volari's (1961)
- The Goldseekers (1962)
- The Widow Barony (962)
- The Abilene Samson (1963)
- Sergeants 3 (1963)
- The Roar of the Crowd: Conversations with an Ex-Big-Leaguer (1964)
- The Winning of Mickey Free (1965)
- The Cool Man (1968)
- Good-bye, Chicago: 1928: End of an Era (1981)

## Relats curts
- Round Trip (1929)
- Dressing-Up (1930)
- Travelling Light (1935)
- Vanishing Act (1955)

## Adaptacions cinematogràfiques
Algunes de les adaptacions cinematogràfiques de les novel·les de W.R. Burnett son:
Little Caesar
- Little Caesar (1930) - dirigida per Mervyn LeRoy

High Sierra
- L'últim refugi (1941),de Raoul Walsh
- Colarado Territory (1949), de Raoul Walsh
- I died a thoused times (1959), de Stuart Heisler

The Aspalth Jungle
- The Aspahlt Jungle (1950), de John Huston

- The badlanders (1958), de Delmer Daves
- Cairo (1962), de Wolf Rilla
- The Asphalt Jungle: cool breeze (1972), de Barry Pollack

The Iron Man
- The Iron Man (1931) - dirigida per Tod Browning
- Some blondes are dangerous (1937), de Milton Carruth
- The Iron Man (1951), de Joseph Pevney

Dark Hazard
- Dark Hazard (1934) - dirigida per Alfred E. Green
- Wine, women and horses (1937), de Louis King

Vanity Row
- Accused of a murder (1959), de Joe Kane

## Guions cinematogràfics
- Little Caesar (1930)
- The Finger Points (1931)
- Beast of the City (1932)
- Scarface (1932)
- The Whole Town's Talking (1935)
- The Get-Away (1941)
- This Gun for Hire (1942)
- Wake Island (1942)
- Action in the North Atlantic (1943)
- Background to Danger (1943)
- San Antonio (1945)
- Nobody Lives Forever (1946)
- The Man I Love (1946)
- Belle Starr's Daughter (1948)
- The Racket (1951)
- Vendetta (1951)
- Dangerous Mission (1954)
- Captain Lightfoot (1955)
- Illegal (1955)
- I Died a Thousand Times (1956)
- Accused of Murder (1957)
- The Badlanders (1958)
- The Hangman (1959)
- September Storm (1960)
- The Lawbreakers (1961)
- Sergeants Three (1962)
- La gran evasió (1963)
- Four for Texas (1963) -
- Ice Station Zebra (1968)
- Stiletto (1969)